# Theodore H. Robinson
Theodore Henry Robinson (* 9. August 1881 in Edenbridge, Kent; † 26. Juni 1964 in Ealing) war ein britischer Semitist und Alttestamentler.

## Leben und Wirken
Robinson, der einer baptistischen Pastorenfamilie entstammte, studierte Theologie und Philologie am St John’s College in Cambridge, am Regent’s Park Baptist College in London und der Universität Göttingen. An der London University erwarb er den theologischen Doktortitel. Nachdem er eine Zeit lang am Serampore College (in Westbengalen) Hebräisch und Syrisch unterrichtet hatte, ging er 1915 an die Universität Cardiff, wo er zunächst als Lecturer, dann von 1927 bis zu seiner Emeritierung 1944 als Professor für Semitische Sprachen wirkte.
Seine Publikationen umspannen ein ungewöhnlich weites Feld: Sie reichen von seinem 1915 in erster Auflage erschienenen Syrisch-Lehrbuch, das 2013 (!) in sechster Auflage erschien, über Arbeiten zur Geschichte und Religionsgeschichte Israels bis hin zu neutestamentlichen Kommentaren. Auf Deutsch erschien 1938 sein Kommentar zu Hosea, Joel, Amos, Obadja, Jona und Micha, der später noch mehrfach neu aufgelegt wurde. 
Robinson hat den textkritischen Apparat zum Buch Ruth und dem Buch Threni (Klagelieder Jeremias) für die beiden maßgeblichen kritischen Bibelausgaben des 20. Jahrhunderts erarbeitet: Für die 3. Ausgabe der Kittel-Bibel sowie für die BHS. Letztere erschien allerdings erst lange nach seinem Tod im Druck.
Robinson war langjähriger Sekretär der Society for Old Testament Study (von 1917 bis 1946) und zweimal deren Präsident (1928 und 1946). Er hielt 1926 die Schweich Lectures on Biblical Archaeology und war theologischer Ehrendoktor der Universität Aberdeen, der Universität von Wales sowie der Theologischen Fakultät der Martin-Luther-Universität Halle-Wittenberg.

## Werke
- Paradigms and exercises in Syriac grammar, Oxford 1915.
- Prophecy and the prophets in ancient Israel, London 1925.
- A history of Israel. Vol. 1: From the exodus to the fall of Jerusalem, 586 B.C., Oxford 1932.
- The Epistle to the Hebrews, London 1933.
- The Gospel of Matthew, London 1947.
- The poetry of the Old Testament, London 1947.
- Die zwölf kleinen Propheten (= Handbuch zum Alten Testament 1, 14), Tübingen 1938.
- Biblia Hebraica Stuttgartensia, Faszikel 13a: Liber Ruth und Faszikel 13d: Liber Threnorum (1975)

Die bis dato erschienenen Werke Robinsons sind verzeichnet in: H.H. Rowley (Hrsg.), Studies (Festschrift Robinson), Edinburgh 1950, S. 201–206.